# Protocol
Protocol (La nostra agente in Otar) è un film statunitense del 1984 diretto da Herbert Ross.

## Trama
Sunny Davis di professione cameriera a Washington salva casualmente un emiro da un attentato. La diplomazia, saputo che l'arabo si è innamorato di lei, la vuole coinvolgere nel tentativo di circuirlo e convincerlo a far installare una base americana sul suo territorio. Sunny però non accetta le regole e lo scandalo diventa pubblico con il nome Sunnygate. La base non sarà mai piazzata e Sunny diventerà famosa al punto da essere eletta come deputata al Congresso.